# Johanna I. (Navarra)

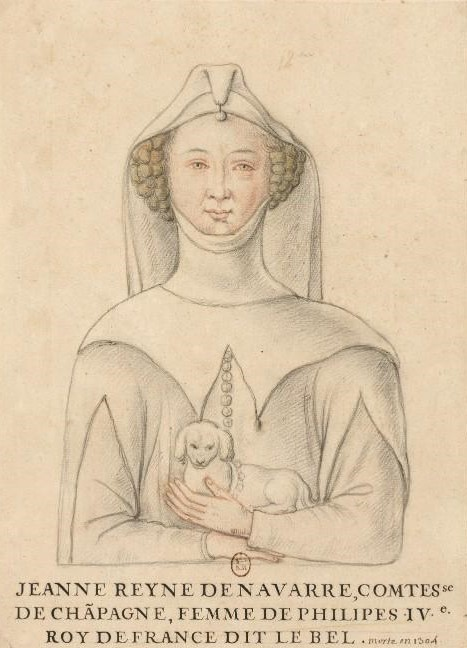
Johanna I. von Navarra

Johanna I. von Navarra (französisch Jeanne de Navarre; * 14. Januar 1273 in Bar-sur-Seine; † 2. April 1305 im Schloss Vincennes) war aus eigenem Recht von 1274 bis 1305 Gräfin der Champagne und Königin von Navarra sowie durch ihre Ehe mit Philipp IV. dem Schönen von 1285 bis 1305 Königin von Frankreich.

## Leben
Johanna von Navarra war das einzige überlebende Kind König Heinrichs I. von Navarra, der als Heinrich III. auch Graf von Champagne war, und dessen Ehefrau Blanche d’Artois aus der Dynastie der Kapetinger.
Johanna verbrachte nur 5 Jahre in der damaligen Hauptstadt von Navarra, Pamplona.
Im Alter von wenigen Monaten wurde sie dem englischen Kronprinzen Heinrich zur Ehe versprochen.
Nach dem Tod von Heinrich 1274 kam es in Navarra zu Aufständen und äußeren Bedrohungen, so dass sich ihre Mutter und Johanna unter den Schutz des französischen Königs und Verwandten Philipp III. stellten. Philipp stellte den Frieden durch Einmarsch seiner Truppen in Navarra wieder her.
Johanna wurde künftig in Paris gemeinsam mit den Söhnen von Philipp III. aufgezogen.
Da ohnehin kein männlicher Thronfolger vorhanden war, verheiratete Philipp die 11-jährige Johanna am 16. August 1284 in Paris mit seinem Sohn Philipp dem Schönen. Das Haus der Kapetinger kam so in den Besitz aller Titel und Ländereien des Herrscherhauses von Navarra und der Champagne.
Obwohl ihre Ehe als vertragliche Gegenleistung für das militärische Eingreifen Frankreichs zustande kam, schien sie trotzdem glücklich gewesen zu sein, denn Philipp heiratete in den 9 Jahren nach Johannas Tod bis zu seinem eigenen Tod 1314 nicht wieder, obwohl damals mit einer geschickten Heirat ein großer materieller und politischer Gewinn erzielbar war.
Nach dem Tod seines Vaters auf einem Feldzug im Oktober 1285 wurden Philipp IV. und Johanna in Reims gekrönt. Damit war sie mit 12 Jahren Königin von Frankreich.
Johanna begleitete ihren Gemahl oft auf seinen Reisen durch Frankreich, nahm aber kaum politischen Einfluss auf ihn. Dahingegen beschäftigte sie sich intensiv mit der Verwaltung ihrer ererbten Territorien in der Champagne und Navarra. Johannas Ehe und die damit einhergehende Stärkung der französischen Autorität in der Champagne, drängte den benachbarten Grafen Heinrich III. von Bar in ein Bündnis mit dem König von England. Als der Graf von Bar in die Champagne einfiel zog ihm Johanna entgegen, schlug ihn in einer Schlacht bei Commines (1297) und nahm ihn gefangen. Sie eroberte Navarra von den spanischen Nachbarn zurück und gewährleistete dort einen dauerhaften Frieden.

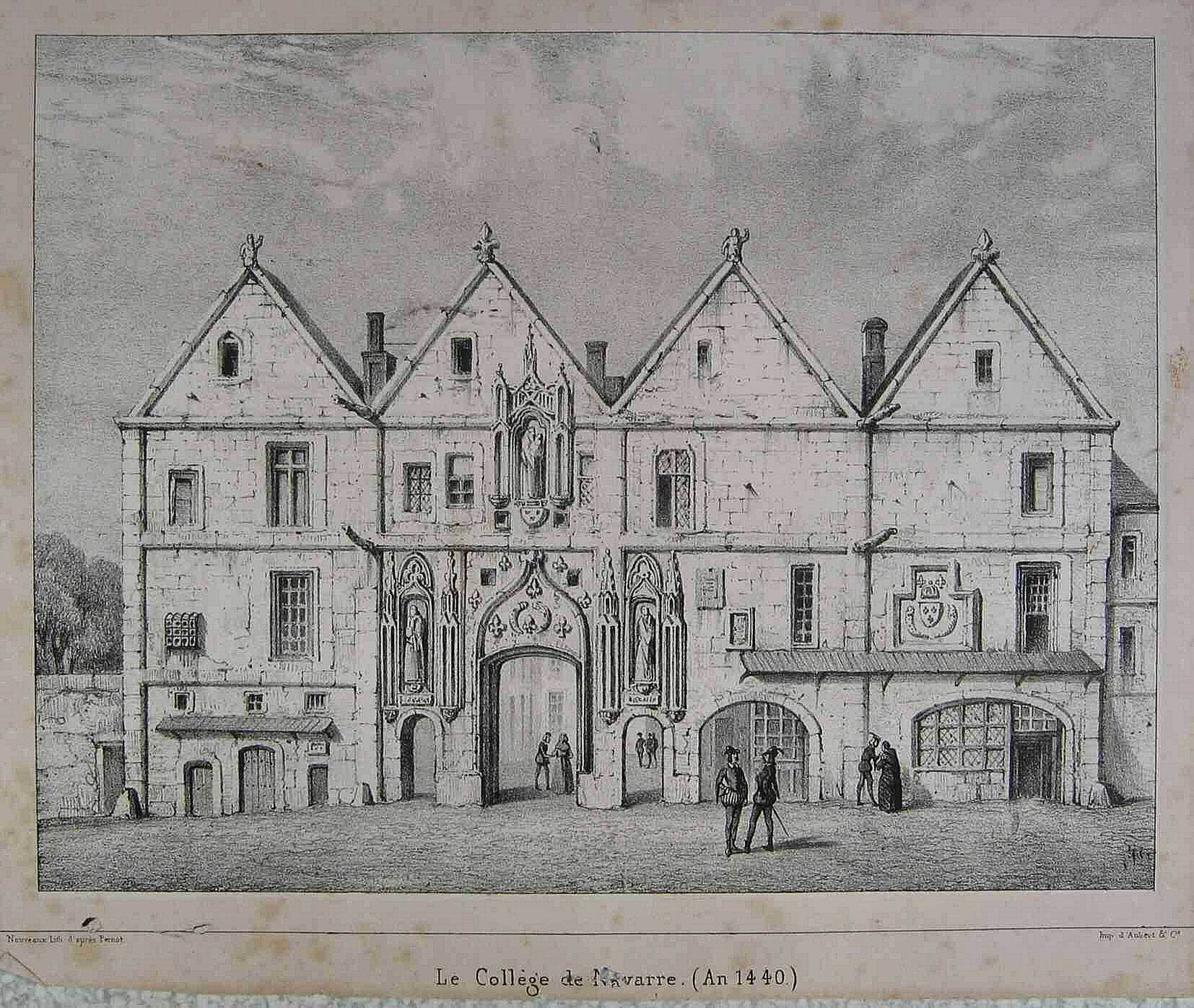
Das 1304 von der Königin gestiftete Collège de Navarre im Jahr 1440 (nach seinem Umzug)

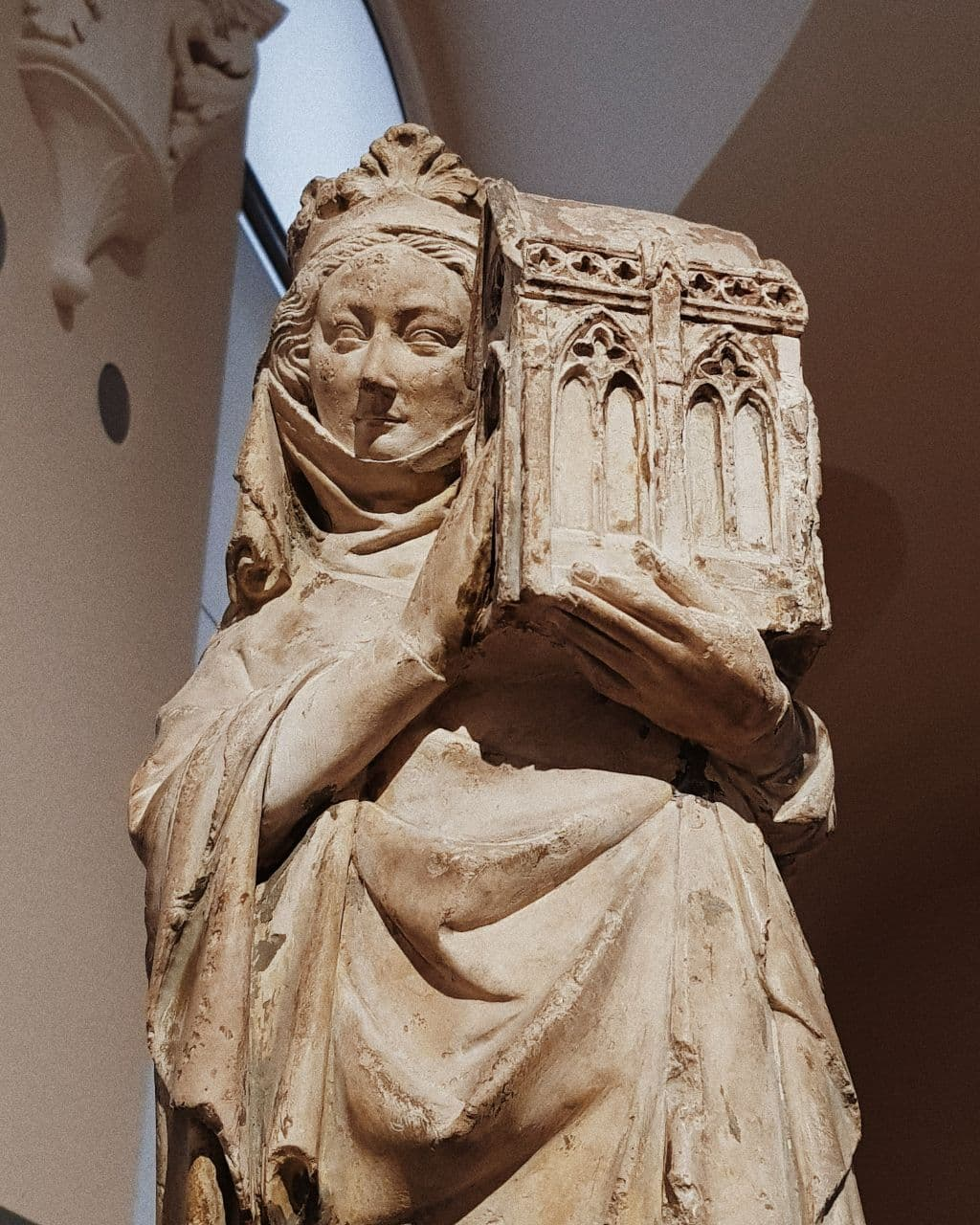
Skulptur als Stifterin, Bodemuseum

Johanna von Navarra starb im Jahr 1305 im Alter von 32 Jahren im Schloss Vincennes und wurde in Paris im Couvent des Cordeliers, dem Kloster der Minderen Brüder des Heiligen Franziskus von Assisi in der Klosterkirche beigesetzt, die 1580 abbrannte.
Im Zusammenhang mit Johannas Tod wurde der Bischof von Troyes beschuldigt, aber nicht verurteilt. Der Leibarzt der Königin war der Erfinder Guido da Vigevano.
1304 hatte die Königin den Pariser Stadtpalast, den sie in der rue Saint-André-des-Arts besaß, der von ihr gegründeten Stiftung des Collège de Navarre zur Verfügung gestellt, das 70 Studenten nicht nur aus der Champagne und Navarra, sondern unabhängig von jeglicher sozialer und landsmannschaftlicher Herkunft aufnahm. Ende des 14. Jahrhunderts befand das Collège sich am nördlichen Ende der heutigen rue Descartes.
Um 1305 bat sie den Sire Jean de Joinville, der als Seneschall der Champagne ihr Amtsträger war, eine Biographie über König Ludwig IX. den Heiligen, den Großvater ihres Gemahls, zu schreiben.
Die einzige heute bekannte erhaltene zeitgenössische Darstellung der Königin, 1305 in Paris entstanden und bis zur Plünderung des Gebäudes während der Französischen Revolution im Collège de Navarre in Paris aufgestellt, ist seit 2006 als Eigentum des Kaiser-Friedrich-Museums-Vereins in der Skulpturensammlung der Staatlichen Museen zu Berlin – Stiftung Preußischer Kulturbesitz im Bode-Museum zu finden. Sie befand sich im 19. Jahrhundert in der Kunstsammlung von Louis Stern.

## Nachkommen
Johanna von Navarra und Philippe IV. zeugten 7 Kinder, von denen 3 Söhne und eine Tochter das Erwachsenenalter erreichten:
- Ludwig X. der Zänker (* 4. Oktober 1289; † 5. Juni 1316), 1314 bis 1316 König von Frankreich
- Margarete (* wohl 1290; † 1294)
- Blanka (* wohl 1291; † 1294)
- Philipp V. der Lange (* 1293; † 3. Januar 1322), 1316 bis 1322 König von Frankreich
- Karl IV. der Schöne (* 18. Juni 1294; † 1. Februar 1328), 1322 bis 1328 König von Frankreich
- Isabella (* 1295; † 22. August 1358), genannt die "Wölfin von Frankreich (Louve de France)"
  - ⚭ am 25. Januar 1308 König Eduard II. von England
- Robert (* 1297; † August 1308)